# Berlin-Schöneweide

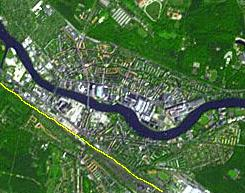
Luftbild Schöneweide in Berlin

Schöneweide ist die vereinfachte Bezeichnung für die zwei Ortsteile Niederschöneweide und Oberschöneweide im Bezirk Treptow-Köpenick von Berlin, gelegen zu beiden Seiten einer Biegung der Spree. Die beiden Ortsteile haben sich jedoch unabhängig voneinander entwickelt.
Die beiden Ortsteile lagen bis zur Verwaltungsreform 2001 in verschiedenen Verwaltungsbezirken der Stadt, Niederschöneweide war Teil des ehemaligen Bezirkes Treptow, während Oberschöneweide ein Teil des ehemaligen Bezirkes Köpenick war. Durch die Fusion dieser ehemaligen Stadtbezirke liegen nun beide Ortsteile im Bezirk Treptow-Köpenick.

## Geschichte
Der Name Schöneweide leitet sich aus einer Reisebeschreibung des Kurfürsten Joachim II. von 1598 ab. Dort wird mit dem Namen „Schöne Weyde“ eine ausgedehnte Uferwiese am südlichen Spreeufer beschrieben.
Die Besiedelung des südlichen Spreeufers (heute Niederschöneweide) begann im 17. Jahrhundert mit einer Teerschwelerei und die des nördlichen Spreeufers (heute Oberschöneweide) ebenfalls im 17. Jahrhundert mit der Gastwirtschaft Quappenkrug, dem späteren Wilhelminenhof.
Niederschöneweide wurde im August 1878 und Oberschöneweide im März 1898 zur selbständigen Gemeinde erhoben. Vor ihrer Gemarkung hießen die beiden Siedlungen amtlich  „Etablissements bei der schönen Weide“ oder auch „Etablissements bei Köpenick“. Die Entwicklung der beiden Ortsteile lief jedoch sowohl politisch als auch wirtschaftlich unabhängig voneinander.

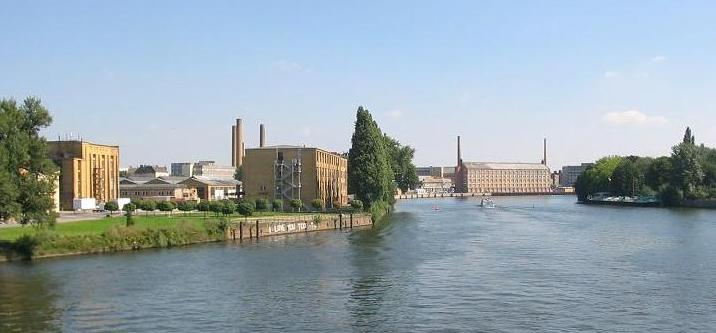
Biegung der Spree zwischen den Ortsteilen, linkes Ufer Oberschöneweide mit Industriebauten der Gründerzeit an der Wilhelminenhofstraße

Die erste Verbindung zwischen den beiden Orten über die Spree wurde 1885 mit einer Kettenfähre geschaffen, welche 1891 durch eine Holzbrücke ersetzt wurde. In den folgenden Jahren kamen noch zwei weitere Brücken dazu. Der Kaisersteg wurde 1945 von der SS gesprengt und 2007 wiedererrichtet.
Der Bahnhof Schöneweide, gelegen im Ortsteil Niederschöneweide, wurde 1868 als Haltepunkt Neuer Krug-Johannisthal an der Görlitzer Bahn eröffnet und in Jahren 1880 bis 1882 zum Bahnhof Niederschöneweide-Johannisthal ausgebaut.
Die Geschichte Oberschöneweides ist eng mit der Geschichte des AEG-Konzerns verbunden, dessen Ansiedlung die Entwicklung von Schöneweide zu einem Industrie- und Arbeiterbezirk begründete. Der Architekt und Designer Peter Behrens errichtete an der Wilhelminenhofstraße einige herausragende Industriebauten (NAG-Gebäude) für die AEG.
Die Selbständigkeit der beiden Gemeinden endete 1920 mit der Eingemeindung  nach Groß-Berlin.
Mit der Wende in der DDR endeten nach 1990 auch die beiden traditionsreichen Berliner Industriestandorte, mit einer Ausnahme: Der südkoreanische Industriegigant Samsung betrieb in Oberschöneweide bis Ende 2005 einen Produktionsstandort für Bildschirm- und Mobilfunkgeräte. Neue Hoffnungen setzt man auf die Ansiedlung der Hochschule für Technik und Wirtschaft (HTW).
In Berlin wird Schöneweide auch als „Schweineöde“ tituliert. In Niederschöneweide befindet sich das Dokumentationszentrum NS-Zwangsarbeit, mit Ausstellungen zur Geschichte der NS-Zwangsarbeit in Schöneweide und Berlin, im Reichsgebiet und im besetzten Europa.